# Murder One
Murder One ist eine US-amerikanische Krimi-Serie des ABC-Networks aus dem Jahre 1995.
Die Serie enthält zwei Staffeln. Die erste Staffel handelt komplett von dem Mord an Jessica Costello. Daher trug die Serie in Deutschland den Untertitel „Der Fall Jessica“ und wurde von VOX ausgestrahlt. Die zweite Staffel wurde ab dem 29. Februar 2000 von ProSieben ausgestrahlt. Sie enthielt drei Mordfälle.
In der ersten Staffel spielt Daniel Benzali den Verteidiger Theodore (Ted) Hoffman. Trotz Auszeichnungen und guter Kritiken blieb die Serie unter den Erwartungen des US-Senders, sodass die Hauptfigur ab der zweiten Staffel ersetzt wurde durch Anthony LaPaglia, der den Ex-Staatsanwalt Jimmy Wyler verkörperte. Eine zusätzliche Konzeptänderung, statt eines Falles mehrere zu zeigen, brachte nicht den gewünschten Erfolg, so dass die Serie letztlich eingestellt wurde.
Die Serie wurde mit einigen Preisen ausgezeichnet, unter anderem mit dem Emmy Award und dem BAFTA-Award.

## Auszeichnungen
American Society of Cinematographers
- 1996 Outstanding Achievement in Cinematography in Regular Series'
- 1997 Outstanding Achievement in Cinematography in Regular Series'

British Academy of Film and Television Arts (BAFTA)
- 1997 Foreign TV Program Award

Emmy
- 1996 Outstanding Individual Achievement in Art Direction for a Series
- 1996 Outstanding Individual Achievement in Main Title Theme Music
- 1997 Outstanding Guest Actor in a Drama Series

People’s Choice Award
- 1997 Best Performance by an Actor in a Supporting Role in a Series, Mini-Series or Motion Picture Made for Television

Satellite Awards
- 1997 Best Performance by an Actor in a Supporting Role in a Series, Mini-Series or Motion Picture Made for Television